# Cordilheira de Apolobamba

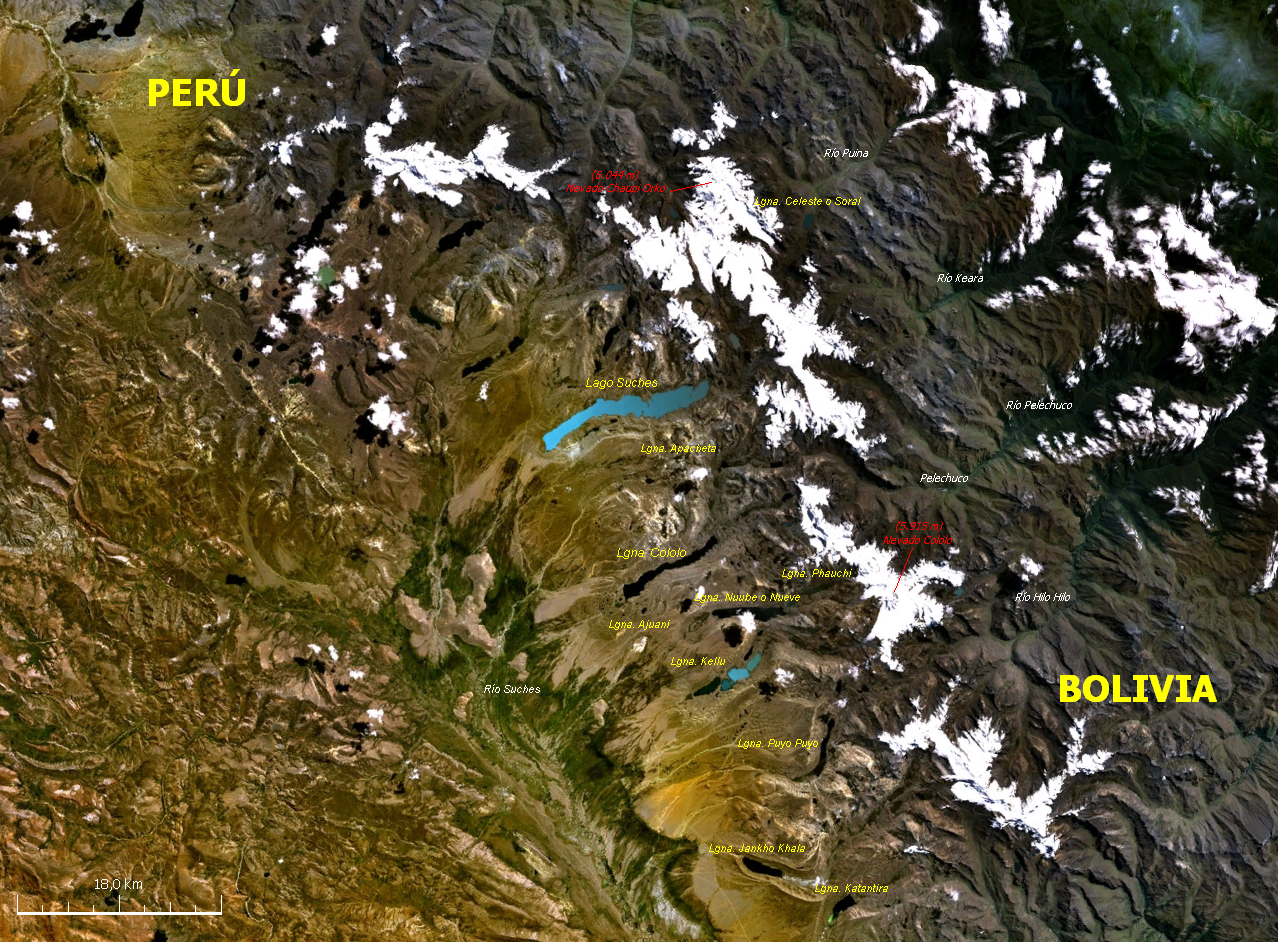
Imagem de satélite da Cordilheira de Apolobamba

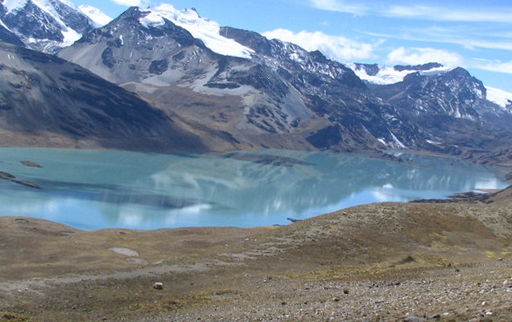
Vista de uma parte da cordilheira no setor do lago Suches, próximo à fronteira com o Peru

A Cordilheira de Apolobamba é uma cadeia montanhosa dos Andes que nasce na fronteira do Peru-Bolívia, ao norte do lago Titicaca, especificamente no Nevado Chaupi Orco e os três Palomanis, adentrando-se no território boliviano no nordeste do departamento de La Paz, terminando no altiplano de Guarayos. É uma das mais regiões geográficas mais belas da Bolívia. 
Os picos mais importantes desta codilheira são o Chaupi Orco (6.044 m), Cololo (5.915 m), Palomani Grande (5.730 m), Nubi (5.710 m), Canisaya (5.706 m), Montserrat Norte (5.655 m), Cuchillo (5.655 m), Katantica Central (5.630 m), Ascarani (5.580 m) e Akamani (5.400 m).
Nesta região se encontra o povoado de Curva, situado a mais de 3.800 m, considerado como a capital da etnia Kallawaya e, portanto, da cultura kallawaya, famosa por seus grandes conhecimentos da natureza e da medicina natural.
Esta cadeia montanhosa foi explorada pela primeira vez durante o ano de 1911 por uma expedição organizada pela Royal Geographic Society. Pelo isolamento da região, esta foi pouco visitada e é recente da década de 60, quando foram conquistados alguns de seus picos principais, após três expedições internacionais.